# 19 de setembro
19 de setembro é o 262.º dia do ano no calendário gregoriano (263.º em anos bissextos). Faltam 103 dias para acabar o ano.

## Eventos históricos

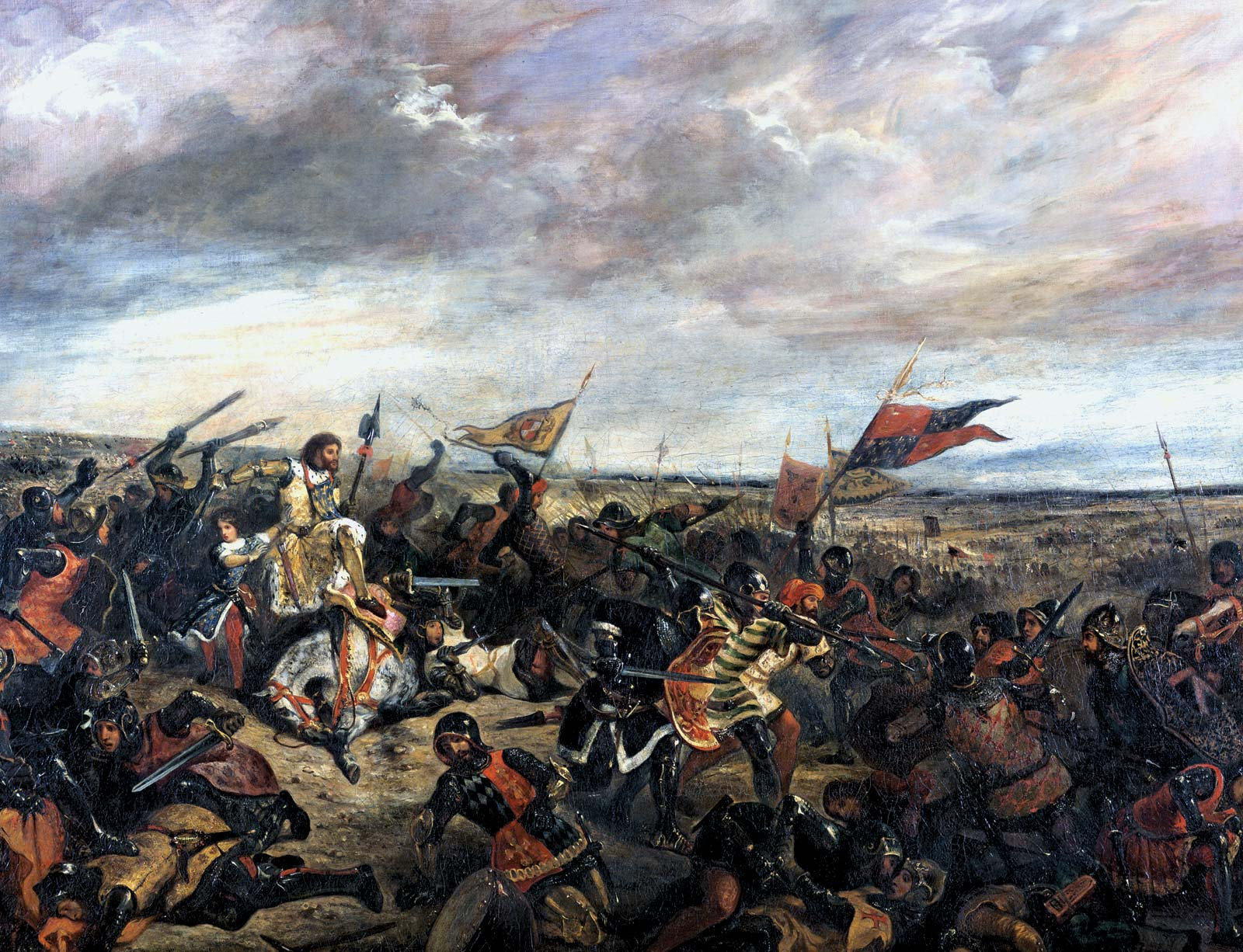
1356: Batalha de Poitiers

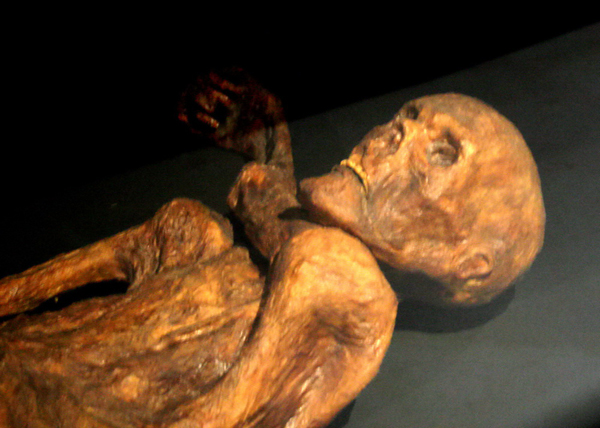
1991: Ötzi, o Homem do Gelo

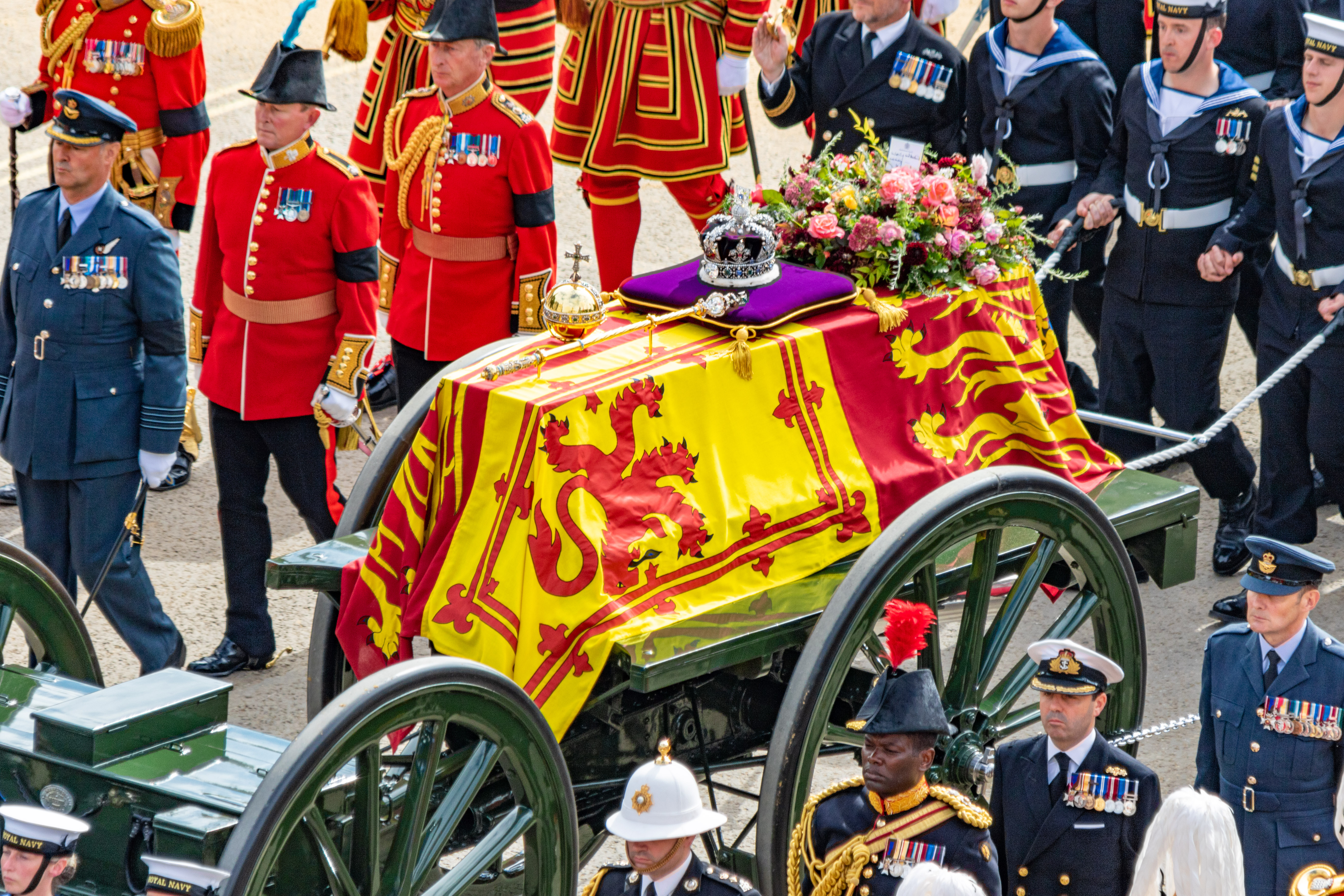
2022: Funeral da Rainha Elizabeth II

- 0085 — Nerva, suspeito de cumplicidade na morte de Domiciano, é declarado imperador pelo Senado. O Senado então anula as leis aprovadas por Domiciano e ordena que suas estátuas sejam destruídas.[1]
- 0335 — Dalmácio é elevado ao posto de César por seu tio, Constantino, o Grande.
- 0634 — O cerco de Damasco termina com a entrega da cidade ao Califado Ortodoxo pelos bizantinos.
- 1356 — Batalha de Poitiers, no âmbito da Guerra dos Cem Anos, na qual João II, o Bom, rei da França, é capturado pelos ingleses.
- 1410 — Fim do Cerco de Marienburg: O Estado da Ordem Teutônica repele as forças conjuntas polaco-lituanas.
- 1676 — Rebeldes sob o comando de Nathaniel Bacon incendeiam a cidade americana de Jamestown, na Virgínia.
- 1777 — Guerra de Independência dos Estados Unidos: as forças britânicas conquistam uma vitória taticamente cara sobre o Exército Continental na Primeira Batalha de Saratoga.
- 1796 — O discurso de despedida de George Washington é impresso em toda a América como uma carta aberta ao público.
- 1799 — Guerras Revolucionárias Francesas: vitória franco-holandesa contra os russos e britânicos na Batalha de Bergen.
- 1835 — Revolução Farroupilha: Um piquete de sete homens liderados pelo cabo revolucionário Manuel Vieira da Rocha derrota um piquete de vinte homens da Guarda Nacional, liderados pelo Visconde de Camamu, que é ferido, no Combate da Ponte da Azenha, que leva a Tomada de Porto Alegre no dia seguinte.
- 1837 — Diogo Antônio Feijó deixa o cargo de Regente do Império do Brasil, substituído por Pedro de Araújo Lima.
- 1846 — Duas crianças pastoras francesas, Mélanie Calvat e Maximin Giraud, vivenciam uma aparição mariana no topo de uma montanha perto de La Salette, na França, agora conhecida como Nossa Senhora de La Salette.
- 1852 — Annibale de Gasparis descobre o asteroide  Massalia da cúpula norte do Observatório Astronômico de Capodimonte.
- 1868 — A revolução La Gloriosa começa em Cádis,  Espanha.
- 1870 — Guerra Franco-Prussiana: começa o cerco de Paris. A cidade resistiu por mais de quatro meses antes de se render.
- 1916 — Primeira Guerra Mundial: durante a Campanha da África Oriental, as forças coloniais do Congo Belga (Force Publique) sob o comando de Charles Tombeur capturam a cidade de Tabora após intensos combates.[2]
- 1918 — Primeira Guerra Mundial, Teatro de operações do Médio Oriente: primeiro dia das batalhas de Sarom e de Nablus, conhecidas conjuntamente como Batalha de Megido. Tulcarém é capturada pelos britânicos, que também lançam o terceiro ataque transjordano.
- 1944
  - Segunda Guerra Mundial: é assinado o Armistício de Moscou entre a Finlândia e a União Soviética.
  - Segunda Guerra Mundial: começa a Batalha da Floresta de Hürtgen. Será a batalha individual mais longa que o Exército dos Estados Unidos já travou.
- 1946 — O Conselho da Europa é fundado após um discurso de Winston Churchill na Universidade de Zurique.
- 1957 — Plumbbob Rainier se torna a primeira explosão nuclear a ser totalmente contida no subsolo, não produzindo precipitação.
- 1958 — Proclamação do Governo Provisório da República Argelina (GPRA) a partir do Cairo.
- 1975 — Toma posse em Portugal o VI Governo Provisório, chefiado pelo primeiro-ministro José Pinheiro de Azevedo.
- 1976
  - Dois jatos F-4 Phantom II da Força Aérea Imperial Iraniana voam para investigar um objeto voador não identificado, quando ambos perdem a instrumentação e as comunicações à medida que se aproximam, apenas para restaurá-los após a retirada.
  - O voo 452 da Turkish Airlines atinge as montanhas Taurus, nos arredores de Karatepe, na Turquia, matando todos os 154 passageiros e tripulantes.[3]
- 1978 — Ilhas Salomão são admitidas como Estado-Membro da ONU.
- 1983 — Independência de São Cristóvão e Nevis.
- 1985 — A Cidade do México é abalada por um sismo de magnitude 8,1 na escala de Richter provocando 9 500 mortos, 35 000 feridos e 100 000 desalojados.
- 1989 — Uma bomba destrói no ar o voo UTA 772 acima do deserto de Tùnùrù, no Níger, matando todos os 170 passageiros e tripulantes.
- 1990 — O Sistema Único de Saúde, o SUS, é criado através da lei nº 8080.
- 1991 — Ötzi, o Homem do Gelo, é descoberto nos Alpes, na fronteira entre a Itália e a Áustria.
- 2006 — Golpe de Estado na Tailândia derruba o primeiro-ministro Thaksin Shinawatra. A constituição é suspensa e é promulgada a lei marcial.
- 2010 — O poço de petróleo é finalmente selado, após muitos dias de derrame em decorrência da Explosão da plataforma Deepwater Horizon em 20 de abril.
- 2011 — Encerram-se as emissões da RTPN, e abrem-se as emissões da RTP Informação com o Bom Dia Portugal.
- 2017 — Sismo de Puebla, no México, ocorrido no 25.º aniversário do sismo de 1985, causa 370 mortos e mais de 6 000 feridos.
- 2022 — O funeral de estado da Rainha Elizabeth II do Reino Unido é realizado na Abadia de Westminster, em Londres.[4]
- 2023 — Azerbaijão inicia ofensiva militar em Artsaque, autoproclamado Estado separatista.

## Nascimentos

Zequinha de Abreu

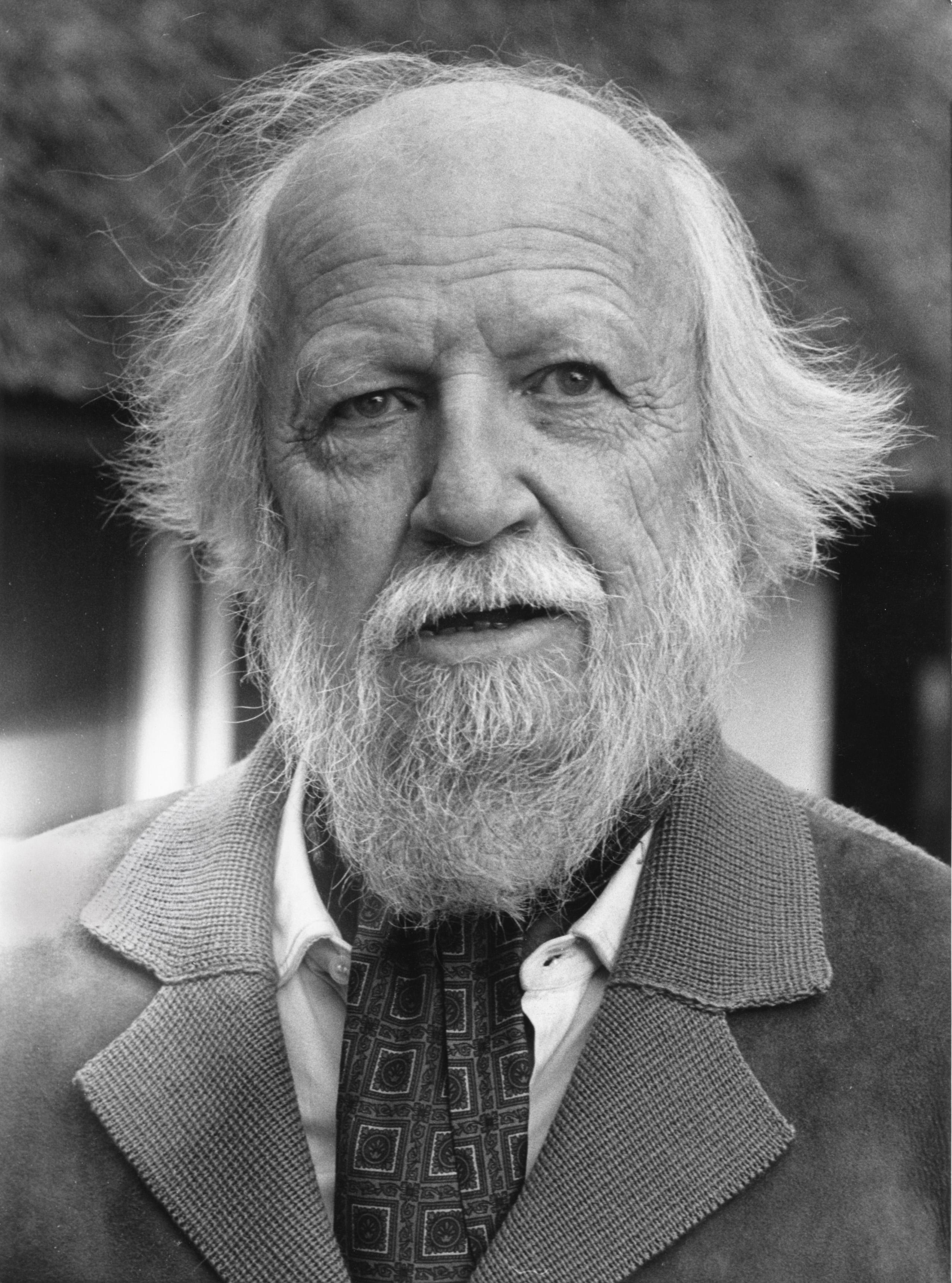
William Golding

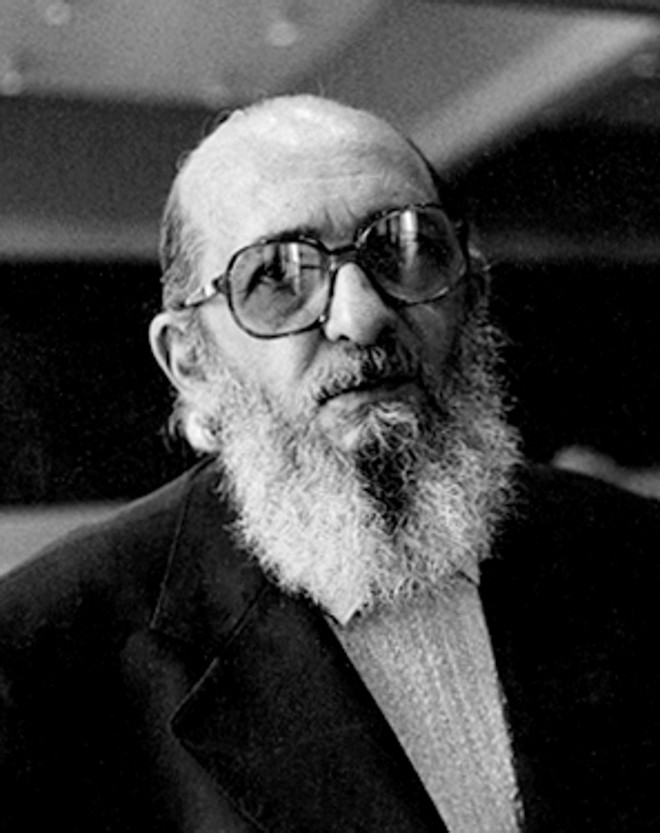
Paulo Freire

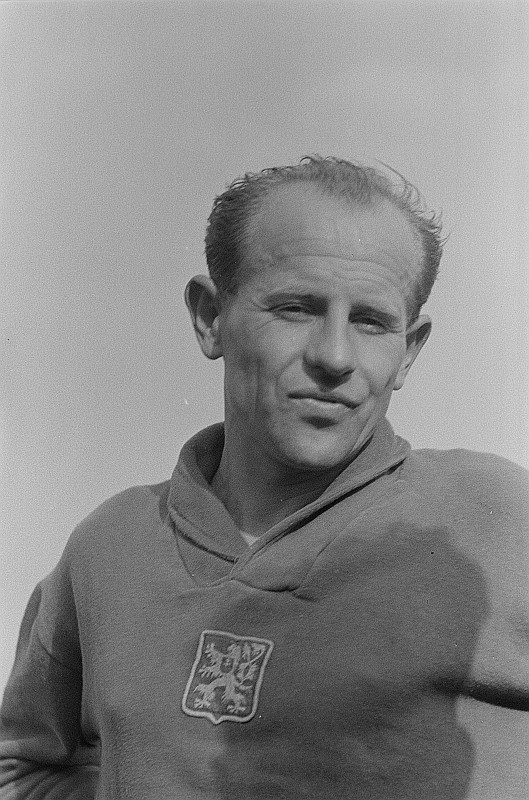
Emil Zátopek

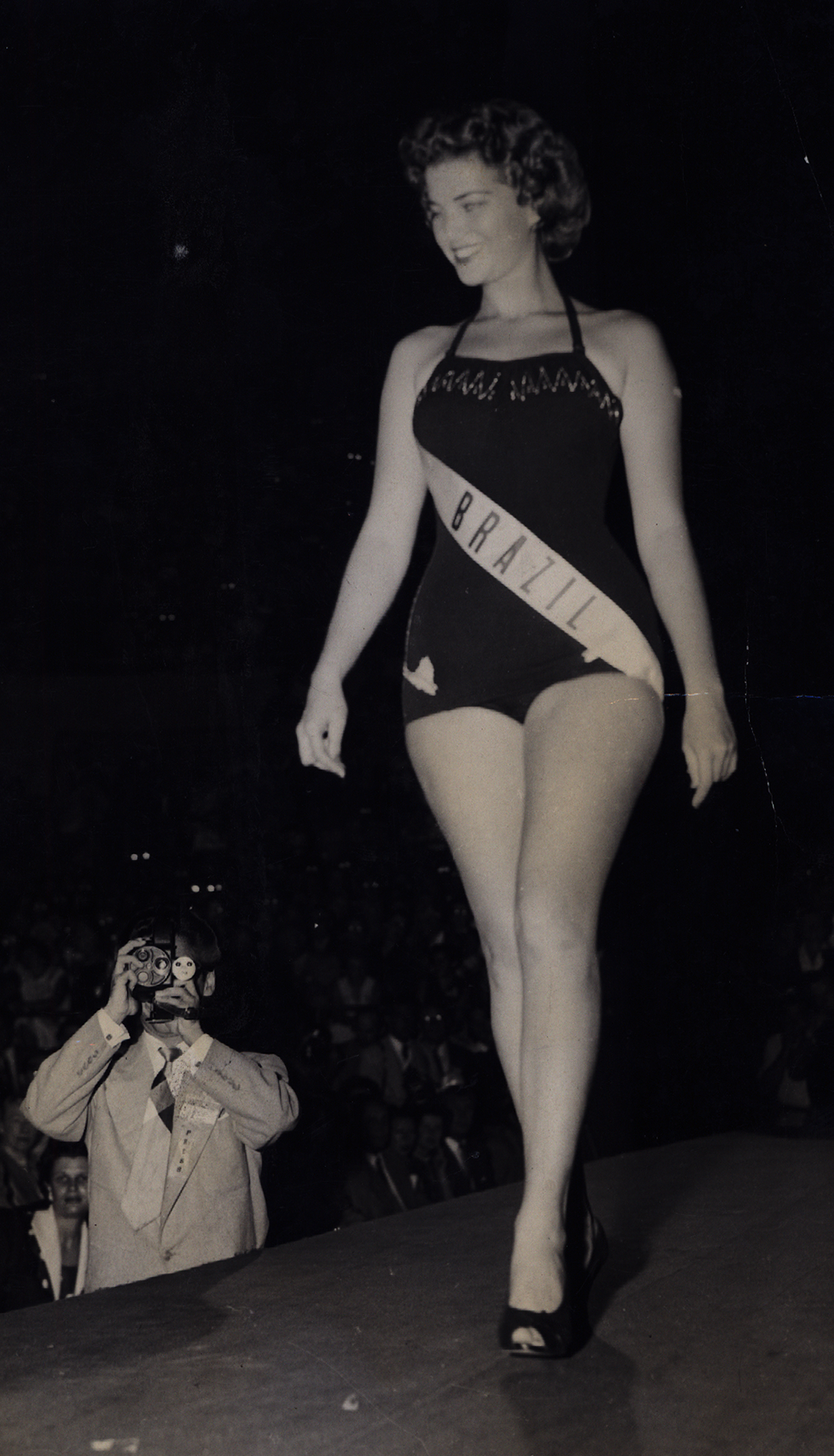
Martha Rocha

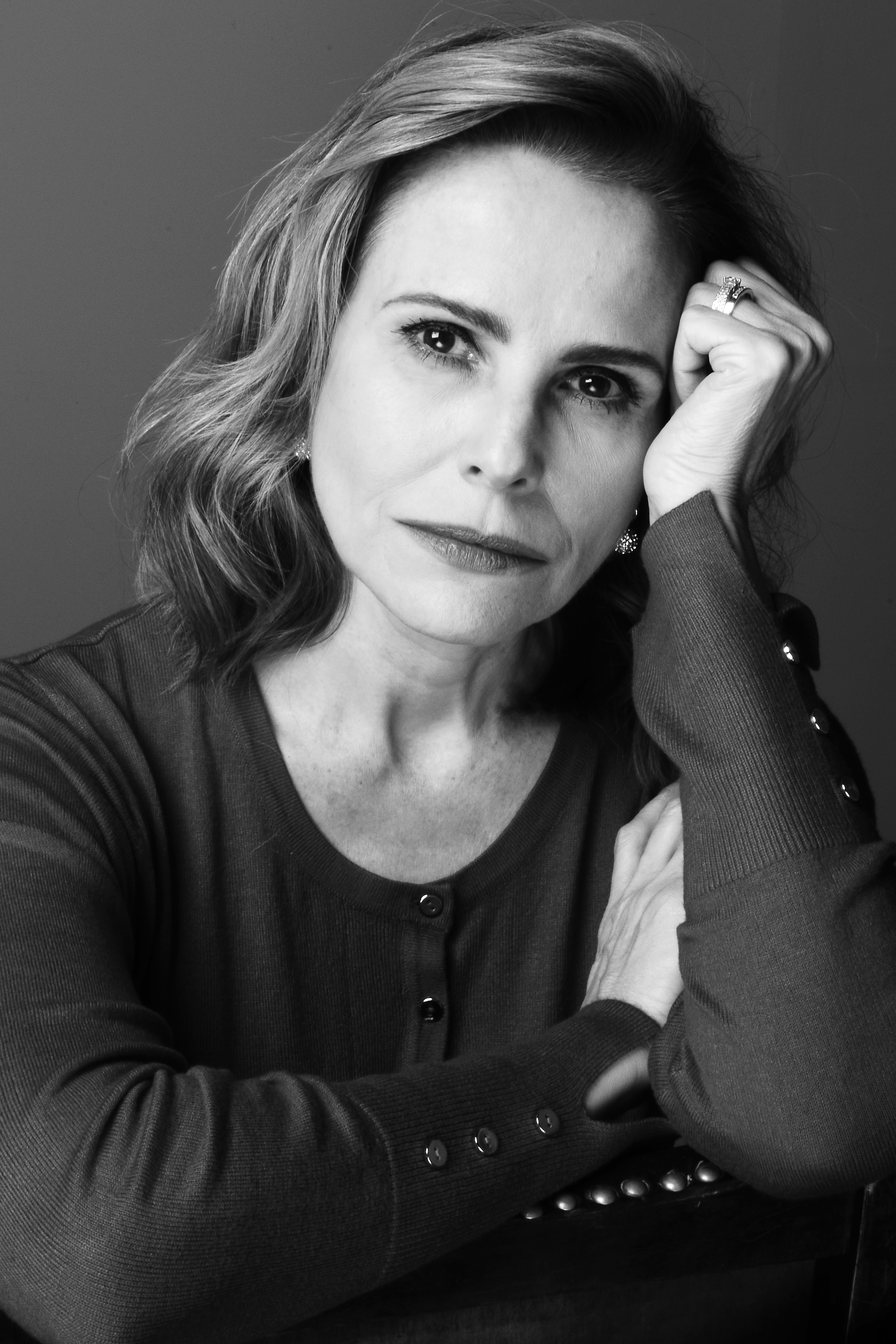
Bia Seidl

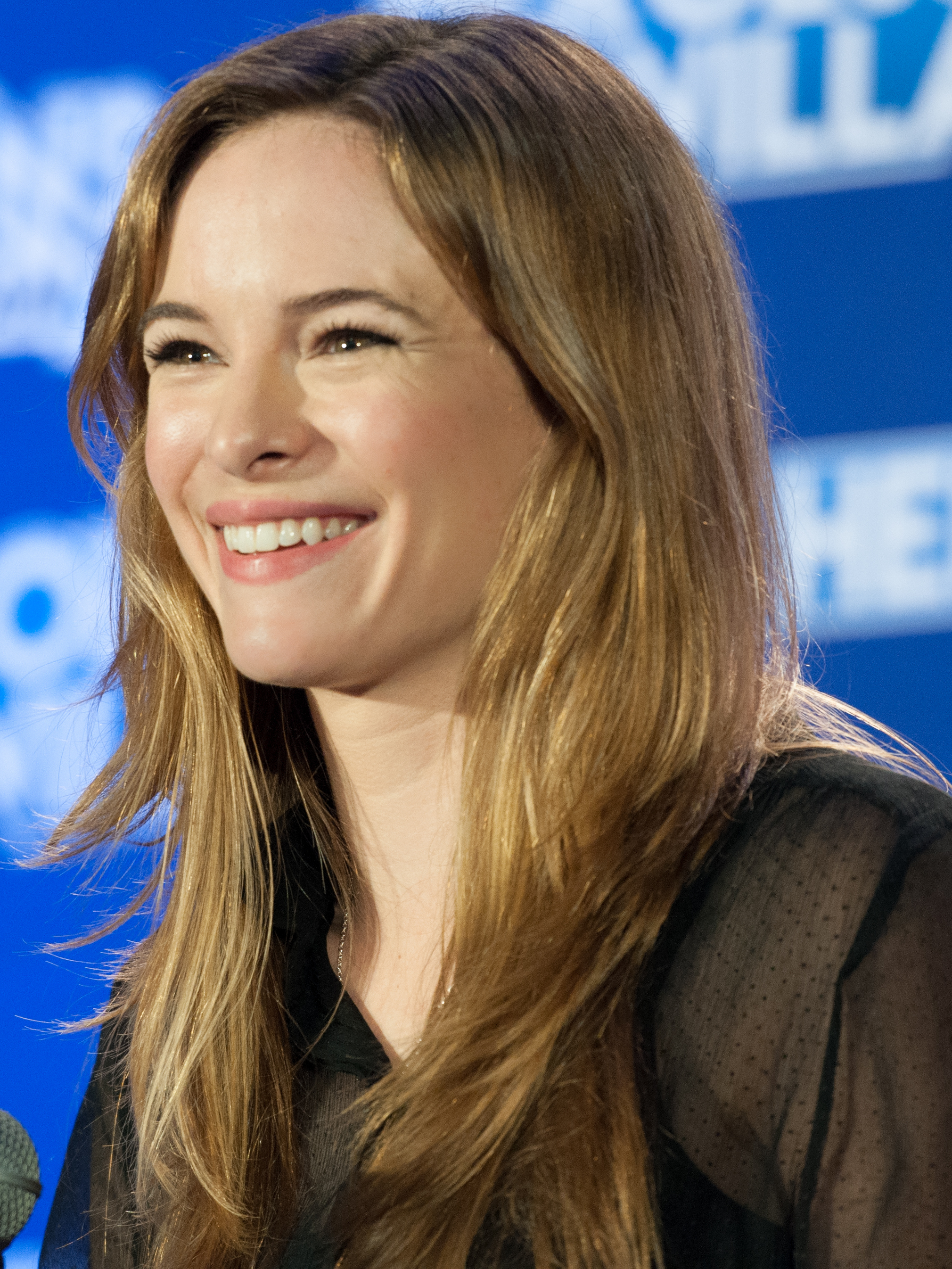
Danielle Panabaker

### Anteriores ao século XIX
- 0086 — Antonino Pio, imperador romano (m. 161).
- 0866 — Leão VI, o Sábio, imperador bizantino (m. 912).
- 1386 — Ambrogio Traversari, presbítero, teólogo e humanista italiano (m. 1439).
- 1551 — Henrique III de França (m. 1589).
- 1560 — Thomas Cavendish, explorador e navegador britânico (m. 1592).
- 1600 — Hermann Busenbaum S. J., teólogo e jesuíta alemão (m. 1668).
- 1721 — William Robertson, historiador britânico (m. 1793).
- 1730 — Augustin Pajou, escultor francês (m. 1809).
- 1749 — Jean Baptiste Joseph Delambre, matemático e astrônomo francês (m. 1822).
- 1760 — Franz Josef Graf Saurau, diplomata e político austríaco (m. 1832).
- 1770 — Johann Georg Repsold, astrônomo alemão (m. 1830).
- 1772
  - Felisberto Caldeira Brant Pontes de Oliveira Horta, político, diplomata e militar brasileiro (m. 1842).
  - Vicente López Portaña, pintor espanhol (m. 1850).
- 1779 — Augusto da Prússia (m. 1843).
- 1792 — William Backhouse Astor, empresário estadunidense (m. 1875).

### Século XIX
- 1802 — Lajos Kossuth, político húngaro (m. 1894).
- 1803
  - Maria Teresa de Saboia (m. 1879).
  - Maria Ana de Saboia (m. 1884).
- 1805 — John Stevens Cabot Abbott, escritor estadunidense (m. 1877).
- 1824 — Antonio Raimondi, geógrafo e escritor italiano (m. 1890).
- 1828 — Fridolin Anderwert, político suíço (m. 1880).
- 1848 — Gunnar Knudsen, político, empresário e engenheiro norueguês (m. 1928).
- 1853 — Miguel Januário de Bragança, pretendente ao trono português (m. 1927).
- 1858 — George W. Wickersham, político estadunidense (m. 1936).
- 1862 — Arvid Lindman, político sueco (m. 1936).
- 1876 — Hiroshi Yoshida, pintor e gravurista japonês (m. 1950).
- 1880 — Zequinha de Abreu, músico brasileiro (m. 1935).
- 1882 — Domingos Leite Pereira, político português (m. 1956).
- 1898 — Giuseppe Saragat, político italiano (m. 1988).
- 1900 — Ricardo Cortez, ator, produtor e diretor de cinema estadunidense (m. 1977).

### Século XX

#### 1901–1950
- 1901 — Ludwig von Bertalanffy, biólogo austríaco (m. 1972).
- 1908
  - Mika Waltari, escritor finlandês (m. 1979).
  - Victor Weisskopf, físico austríaco (m. 2002).
- 1909 — Ferdinand Anton Ernst Porsche, designer de automóveis e empresário austríaco (m. 1998).
- 1910 — Maurício Oscar da Rocha e Silva foi um médico brasileiro (m. 1983).
- 1911
  - William Golding, poeta britânico (m. 1993).
  - Arnon Afonso de Farias Melo, jornalista, advogado, político e empresário brasileiro (m. 1983).
- 1913 — Frances Farmer, atriz estadunidense (m. 1970).
- 1914 — Fernando Penteado Cardoso, empresário, filantropo e engenheiro agrônomo brasileiro (m. 2021).
- 1915
  - Germán Valdés, ator, cantor e produtor de cinema mexicano (m. 1973).
  - Jóhann Hafstein, político islandês (m. 1980).
- 1919 — Mihály Bíró, futebolista húngaro (m. 1970).
- 1921 — Paulo Freire, educador brasileiro (m. 1997).
- 1922
  - Emil Zátopek, atleta tcheco (m. 2000).
  - Damon Knight, escritor e crítico literário estadunidense (m. 2002).
- 1926
  - Masatoshi Koshiba, físico japonês (m. 2020).
  - James Lipton, ator, escritor e produtor de televisão estadunidense (m. 2020).
  - Lurleen Wallace, política norte-americana (m. 1968).
- 1927
  - Rosemary Harris, atriz britânica.
  - William Hickey, ator estadunidense (m. 1997).
- 1928 — Adam West, ator estadunidense (m. 2017).
- 1929
  - Marcel Dries, futebolista belga (m. 2011).
  - Léon De Lathouwer, ciclista belga (m. 2009).
- 1930 — Ruth Cardoso, antropóloga e socióloga brasileira (m. 2008).
- 1931
  - Margaret Tyzack, atriz britânica (m. 2011).
  - Václav Hovorka, futebolista tcheco (m. 1996).
- 1932
  - José Louzeiro, escritor e roteirista brasileiro (m. 2017).
  - Stefanie Zweig, escritora alemã (m. 2014).
- 1933
  - Norbert Eschmann, futebolista suíço (m. 2009).
  - David McCallum, ator britânico (m. 2023).
- 1934 — Brian Epstein, empresário musical britânico (m. 1967).
- 1936
  - Martha Rocha, modelo brasileira (m. 2020).
  - João Cravinho, político português.
- 1937 — Boris Onishchenko, ex-pentatleta ucraniano.
- 1939 — Costanza Pascolato, consultora de moda italiana.
- 1940 — Bill Medley, cantor e compositor norte-americano.
- 1941 — Cass Elliot, cantora estadunidense (m. 1974).
- 1942 — J. Gordon Melton, escritor norte-americano.
- 1943
  - César Camargo Mariano, músico brasileiro.
  - Murilo Krieger, arcebispo brasileiro.
- 1945 — Joelma, cantora brasileira.
- 1946 — Brian Henton, ex-automobilista britânico.
- 1948
  - Jeremy Irons, ator britânico.
  - Mihai Timofti, diretor, ator e músico moldavo (m. 2023).
  - Mykhaylo Fomenko, futebolista e treinador de futebol ucraniano (m. 2024).
- 1949
  - Twiggy, atriz, cantora e ex-modelo britânica.
  - Anatoliy Konkov, ex-futebolista e treinador de futebol ucraniano.
- 1950 — Geoff Masters, ex-tenista australiano.

#### 1951–2000
- 1951
  - Kazimierz Kmiecik, ex-futebolista polonês.
  - José Freitas Martins, ex-ciclista português.
- 1952
  - Bernard de Dryver, ex-automobilista belga.
  - Pierre Pleimelding, futebolista e treinador de futebol francês (m. 2013).
- 1954 — David Bamber, ator britânico.
- 1955
  - Rex Smith, ator e cantor estadunidense.
  - Dominique Arnaud, ciclista francês (m. 2016).
- 1956
  - Juan Manuel Fangio II, ex-automobilista argentino.
  - Carlos Wizard Martins, empresário e escritor brasileiro.
  - Miquel-Lluís Muntané, escritor, sociólogo e jornalista espanhol.
- 1958 — Lita Ford, cantora britânica.
- 1959 — Marshall Jefferson, DJ estadunidense.
- 1960
  - Mozer, ex-futebolista e treinador de futebol brasileiro.
  - Tata Amaral, cineasta brasileira.
  - Loïc Bigois, engenheiro automobilístico francês.
  - Yolanda Saldívar, ex-enfermeira norte-americana.
- 1961
  - Bia Seidl, atriz brasileira.
  - Eliana de Lima, cantora brasileira.
  - Josimar, ex-futebolista brasileiro.
  - Bia Kicis, política e advogada brasileira.
- 1963
  - David Seaman, ex-futebolista britânico.
  - Jarvis Cocker, músico britânico.
- 1964
  - Enrico Bertaggia, ex-automobilista italiano.
  - Kim Richards, atriz estadunidense.
  - Simon Singh, escritor britânico.
- 1965
  - Gilles Panizzi, ex-automobilista francês.
  - Alexandra Vandernoot, atriz belga.
  - Tshering Tobgay, político butanês.
  - Uğur Şahin, médico turco-alemão.
  - Kiko Sánchez, ex-velejador espanhol.
- 1966 — Capitão, ex-futebolista brasileiro.
- 1967 — Aleksandr Karelin, ex-lutador e político russo.
- 1968 — Sérgio Machado, cineasta brasileiro.
- 1969
  - Claudinei Oliveira, ex-futebolista e treinador de futebol brasileiro.
  - Simona Păucă, ex-ginasta romena.
  - Jóhann Jóhannsson, compositor islandês (m. 2018).
- 1970
  - Sonny Anderson, ex-futebolista brasileiro.
  - Antoine Hey, ex-futebolista e treinador de futebol alemão.
- 1971 — Sanaa Lathan, atriz estadunidense.
- 1972
  - Ulrich Ramé, ex-futebolista francês.
  - Amy Frazier, ex-tenista estadunidense.
  - Paolo Tagliavento, ex-árbitro de futebol italiano.
  - Cacá Machado, cantor, compositor e músico brasileiro.
  - Flávio Pardal, ator e diretor teatral brasileiro.
- 1973
  - José Azevedo, ex-ciclista português.
  - Cristiano da Matta, ex-automobilista brasileiro.
  - Stéphane Porato, ex-futebolista francês.
  - David Zepeda, ator, modelo e cantor mexicano.
  - Nicholas Bishop, ator australiano.
- 1974
  - Victoria Silvstedt, modelo sueca.
  - Hermes, ex-futebolista brasileiro.
  - Jimmy Fallon, comediante estadunidense.
  - Zoltán Pető, ex-futebolista húngaro.
  - Cyriak, animador e compositor britânico.
- 1975
  - Bock, ex-futebolista e treinador de futebol português.
  - Eudalio Arriaga, ex-futebolista colombiano.
  - António Zambujo, músico português.
- 1977
  - Ryan Dusick, músico estadunidense.
  - Tommaso Rocchi, ex-futebolista italiano.
  - Valeri Honcharov, ex-ginasta ucraniano.
- 1978
  - Luisa Mell, apresentadora de televisão, atriz e ativista brasileira.
  - Michelle Alves, modelo brasileira.
  - Mariano Puerta, ex-tenista argentino.
  - Vanessa Gusmeroli, patinadora artística francesa.
  - Aleksandr Krestinin, ex-futebolista e treinador de futebol russo.
- 1979
  - Alan, ex-futebolista brasileiro.
  - Joel Houston, músico australiano.
  - Frederico Varandas, médico e dirigente esportivo português.
- 1980 — Serguei Ryjikov, ex-futebolista russo.
- 1981
  - Damiano Cunego, ex-ciclista italiano.
  - Rika Fujiwara, tenista japonesa.
  - Franck Signorino, ex-futebolista francês.
- 1982
  - Bruno Formiga, jornalista brasileiro.
  - Eduardo, ex-futebolista português.
  - Elena Zamolodchikova, ex-ginasta russa.
  - Skepta, rapper, compositor, diretor e produtor musical britânico
  - Gian Mariano, ex-futebolista brasileiro.
  - Eleni Daniilidou, ex-tenista grega.
- 1983
  - Silvio Guindane, ator brasileiro.
  - Jussiê, ex-futebolista brasileiro.
- 1984
  - Kevin Zegers, ator canadense.
  - Aristide Bancé, ex-futebolista burquinês.
  - Eva Marie, modelo, ex-lutadora e atriz norte-americana.
  - Ángel Reyna, ex-futebolista mexicano.
  - Marco Paixão, futebolista português.
  - Flávio Paixão, ex-futebolista português.
- 1985
  - Joe Joyce, pugilista britânico.
  - Song Joong-ki, ator sul-coreano.
- 1986
  - Gerald Ciolek, ex-ciclista alemão.
  - Angelina Valentine, atriz estadunidense de filmes eróticos.
  - Leon Best, ex-futebolista irlandês.
  - Rodrigo Galo, futebolista brasileiro.
- 1987 — Danielle Panabaker, atriz estadunidense.
- 1988
  - Thiago Martins, ator, cantor e compositor brasileiro.
  - Li Dan, ginasta chinesa.
  - Thiemo de Bakker, tenista neerlandês.
  - Katrina Bowden, atriz estadunidense.
- 1989
  - Daniel Ekedo, futebolista guinéu-equatoriano.
  - Valdiléia Martins, atleta de salto em altura brasileira.
- 1990
  - Mário Fernandes, futebolista brasileiro-russo.
  - Rômulo, futebolista brasileiro.
  - Saki Fukuda, atriz e cantora japonesa.
  - Ahmet Atayev, futebolista turcomeno.
  - Josuha Guilavogui, futebolista francês.
  - Kieran Trippier, futebolista britânico.
- 1991
  - Chloe Esposito, pentatleta australiana.
  - Abdul Majeed Waris, futebolista ganês.
  - Aline Dias, atriz brasileira.
- 1992 — Diego Reyes, futebolista mexicano.
- 1993
  - Anna Olasz, nadadora húngara.
  - Cheick Sallah Cissé, taekwondista marfinense.
  - Chan Hao-ching, tenista taiwanesa.
- 1995
  - Alex Aranburu, ciclista espanhol.
  - Rachel Sennott, atriz e comediante estadunidense.
  - Felix Kammerer, ator austríaco.
- 1996
  - Pia Mia, atriz, modelo e cantora estadunidense.
  - Connor Swindells, ator, modelo e ex-pugilista britânico.
  - Sabrina Claudio, cantora e compositora americana.
- 1998
  - Jacob Bruun Larsen, futebolista dinamarquês.
  - Phia Saban, atriz inglesa.
  - Trae Young, jogador de basquete norte-americano.
- 1999
  - Precious Achiuwa, jogador de basquete nigeriano.
  - Diogo Costa, futebolista português.
- 2000 — Jakob Ingebrigtsen, atleta norueguês.

### Século XXI
- 2001 — D'Pharaoh Woon-A-Tai, ator canadense.
- 2005 — Lewis Koumas, futebolista britânico.

## Mortes

### Anteriores ao século XIX
- 0304 — Januário de Benevento, santo católico (n. 272).
- 1150 — Sibila de Borgonha, rainha consorte da Sicília (n. 1126).
- 1508 — Jorge da Costa, "cardeal Alpedrinha", português (n. 1406).
- 1710 — Ole Rømer, astrônomo dinamarquês (n. 1644).

### Século XIX
- 1812 — Mayer Amschel Rothschild, banqueiro alemão (n. 1744).
- 1843 — Gaspard-Gustave Coriolis, matemático e engenheiro francês (n. 1792).
- 1881 — James A. Garfield, político norte-americano (n. 1831).
- 1886 — Eduard von Steinle, pintor alemão (n. 1810).
- 1899 — Auguste Scheurer-Kestner, químico, industrial e político francês (n. 1833).

### Século XX
- 1935 — Konstantin Tsiolkovsky, físico russo (n. 1857).
- 1936 — Jack Bee Garland, autor, aventureiro, enfermeiro e jornalista norte-americano (n. 1869).
- 1985 — Italo Calvino, escritor italiano (n. 1923).
- 1991 — Lydia Cabrera, antropóloga e poetisa cubana (n. 1899).
- 1992 — Frederick Combs, ator, dramaturgo e diretor americano (n. 1935).
- 1997 — Salomão Pavlovsky, empresário e jornalista brasileiro (n. 1924).

### Século XXI
- 2001 — Cláudio Mamberti, ator brasileiro (n. 1940).
- 2002 — Robert Guéï, militar e político marfinense (n. 1941).
- 2003 — Kenneth Erwin Hagin, pastor e escritor norte-americano (n. 1917).
- 2009 — Arthur Ferrante, pianista estadunidense (n. 1921).
- 2013 — Hiroshi Yamauchi, empresário japonês (n. 1927).
- 2014 — Keith Brueckner, físico teórico estadunidense (n. 1924).
- 2017 — Jake LaMotta, pugilista americano (n. 1921).
- 2019 — Sandie Jones, cantora irlandesa (n. 1951).
- 2021 — Luis Gustavo, ator hispano-brasileiro (n. 1934).
- 2023 — Harildo Déda, ator e diretor de teatro brasileiro (n. 1939).

## Feriados e eventos cíclicos

### Brasil
- Dia do Ortopedista
- Dia Nacional do Teatro
- Aniversário da cidade de Guararema em São Paulo

### Cristianismo
- Januário de Benevento
- Nossa Senhora da Salete
- Teodoro de Tarso

## Outros calendários
- No calendário romano era o 13.º dia (XIII) antes das calendas de outubro.
- No calendário litúrgico tem a letra dominical C para o dia da semana.
- No calendário gregoriano a epacta do dia é v.